# モビ・オパラク
モビ・オパラク（Mobi Patrick Oparaku、1976年12月1日 - ）は、ナイジェリアの元サッカー選手。元ナイジェリア代表。ポジションはディフェンダー。

## 来歴
1996年夏にU-23ナイジェリア代表としてアトランタオリンピックに出場、優勝した。
1996年11月にA代表デビュー。1998 FIFAワールドカップにも出場した。2003年までに8試合に出場した。

## 代表歴

### 出場大会
- ナイジェリア代表
  - 1998 FIFAワールドカップ

### 試合数
- 国際Aマッチ 8試合 0得点（1996年-2003年）[1]

| ナイジェリア代表 | 国際Aマッチ | 国際Aマッチ |
| 年               | 出場        | 得点        |
| ---------------- | ----------- | ----------- |
| 1996             | 3           | 0           |
| 1997             | 2           | 0           |
| 1998             | 2           | 0           |
| 1999             | 0           | 0           |
| 2000             | 0           | 0           |
| 2001             | 0           | 0           |
| 2002             | 0           | 0           |
| 2003             | 1           | 0           |
| 通算             | 8           | 0           |